# Biobenzin
A biobenzin biogázból szintetizált benzin (Fischer–Tropsch-eljárás).
A házilagos előállításhoz készített – ma még kísérleti – készülékek általában valamilyen kéntelenítő szűrőből (pl. vasoxid-pellet), Fischer-Tropsch reaktorból és (adóhatósági plombával ellátott) benzin-mérőórából állnak.
Tekintettel arra, hogy a biogáz osztott (családi) előállítása szinte költségmentes (az amortizációtól eltekintve), a belőle házilag előállított biobenzin költsége is csak az amortizációra és a jövedéki jellegű adókra korlátozódik, összes költsége a benzin piaci árának csak töredéke.
A köznyelv gyakran a bioetanolt nevezi biobenzinnek, ami több tulajdonságában eltér az ásványi olajból előállított benzintől, ezért nem minden gépkocsiba tölthető, illetve mivel étkezésre, takarmányozásra is alkalmas alapanyagokból állítják elő, használata etikai kérdéseket vet fel.